# 周敷 (南朝)
周敷（530年—564年），字仲遠，臨川人，南梁、南陳官员。

## 生平
周敷身形矮小瘦弱，但個性卻比同輩剛毅果敢，他也豪邁好義，輕視金錢而重視士人，家鄉的任氣少年都會歸附他。侯景之亂時，鄉人周續以討伐侯景名義聚眾，時任臨川內史的始興蕃王蕭毅讓他管理臨川郡，周續的部下卻侵略蕭毅，周敷就保護他，親自率令自己部送至他到豫章。當時觀寧侯蕭永、長樂侯蕭基、豐城侯蕭泰都因為避難流離失所，聽聞周敷有信用和道義，都到他處依附。他憐憫蕭氏的危懼，降低身分尊敬他們，贈送豐厚救濟，送蕭氏西行。之後周續部下爭權反叛，他們殺死周續投降周迪；周迪本身不是門閥之後，恐怕自己失去人心，就希望結交家族有名聲的周敷。周敷不能確保自己的安全，對周迪十分恭敬，周迪憑著周敷慢慢聚集不少兵士，割據臨川的工塘，周敷則鎮守臨川郡。侯景被平定，梁元帝封周敷為使持節、通直散騎常侍、信武將軍、寧州刺史，封爵西豐縣侯，食邑一千戶。
陳武帝受禪建立南陳，王琳據守上流，余孝頃和王琳黨羽李孝欽等人共同圍攻周迪，周敷羅致人馬協助他，並在擒拿余孝頃一事中立下功勞。熊曇朗殺害周文育，割據豫章，率領萬多名士兵襲擊周敷，到城下後他出戰，大敗熊曇朗，追擊五十多里，熊曇朗單只能隻身逃走，他取得熊曇朗的糧餉。熊曇朗敗走巴山郡，收合餘眾，周敷因此和周迪、黃法𣰋出兵圍攻，殺死熊曇朗。王琳平定後，周敷獲授散騎常侍、平西將軍、豫章太守，當時江南割據首領都顧念自己的根據地，私自署任官員不聽朝廷號召令，但陳廷無暇討伐，只能讓他們羈縻，唯獨周敷獨先入朝。天嘉二年（561年），周敷赴朝，進號安西將軍，給他一部鼓吹，賜一部女樂，令他回到豫章鎮守。
周迪認為周敷屬於自己部下，竟然比自己顯貴，深感不平、於是舉兵造反，遣派弟弟周方興出兵襲擊他。他打敗周方興，率眾跟從都督吳明徹攻擊敗周迪，並擒拿周方興和各武裝首領。朝廷下詔任用周敷為安西將軍、臨川太守，其餘依舊，不久徵任為使持節、都督南豫北江二州諸軍事、鎮南將軍、南豫州刺史，增食邑五百戶，仍然任職常侍、獲得鼓吹。天嘉五年（564年），周迪帶領殘餘部隊回襲東興縣，陳文帝派都督章昭達攻打周迪，周敷再次跟隨軍。到定川縣遇到周迪，周迪對他說：「過去我們兄弟同心合力，有共同祖先，怎會互相傷害。今天我願意負罪還朝，與你披露心襟，希望請你先立盟誓。」他答應了周迪，但剛剛登上誓壇就被周迪殺死，虛歲三十五。朝廷協助喪事，葬於建康，諡脫，兒子周智安嗣爵，官至太僕卿。

## 引用
1. 1 2  《陳書·卷十三·列傳第七》：周敷字仲遠，臨川人也。為郡豪族。敷形貌眇小，如不勝衣，而膽力勁果，超出時輩。性豪俠，輕財重士，鄉黨少年任氣者咸歸之。
2. 1 2  《南史·卷六十七·列傳五十七》：周敷字仲遠，臨川人也。為郡豪族。敷形貌眇小，如不勝衣，膽力勁果，超出時輩。性豪俠，輕財重士，鄉党少年任氣者咸歸之。
3. ↑  《陳書·卷十三·列傳第七》：侯景之亂，鄉人周續合徒眾以討賊為名，梁內史始興藩王蕭毅以郡讓續，續所部內有欲侵掠於毅，敷擁護之，親率其黨捍衛，送至豫章。時觀寧侯蕭永、長樂侯蕭基、豐城侯蕭泰避難流寓，聞敷信義，皆往依之。敷愍其危懼，屈體崇敬，厚加給卹，送之西上。
4. ↑  《南史·卷六十七·列傳五十七》：侯景之亂，鄉人周續合眾以討賊為事，梁內史始興蕃王蕭毅以郡讓續，續所部有欲侵掠毅者，敷擁護之，親率其黨，捍送至豫章。時梁觀甯侯蕭永、長樂侯蕭基、豐城侯蕭泰避難流寓，聞敷信義，皆往依之。敷湣其危懼，屈體崇敬，厚加給恤，送之西上。
5. ↑  《陳書·卷十三·列傳第七》：俄而續部下將帥爭權，復反，殺續以降周迪。迪素無簿閥，恐失眾心，倚敷族望，深求交結。敷未能自固，事迪甚恭，迪大憑仗之，漸有兵眾。迪據臨川之工塘，敷鎮臨川故郡。侯景平，梁元帝授敷使持節、通直散騎常侍、信武將軍、寧州刺史，封西豐縣侯，邑一千戶。
6. ↑  《南史·卷六十七·列傳五十七》：俄而續部下將帥爭權，殺續以降周迪。迪素無簿閥，又失眾心，倚敷族望，深求交結。敷未能自固，事迪甚恭，迪大憑仗之。迪據臨川之工塘，敷鎮臨川故郡。侯景平，梁元帝授敷甯州刺史，封西豐縣侯。
7. ↑  《陳書·卷十三·列傳第七》：高祖受禪，王琳據有上流，余孝頃與琳黨李孝欽等共圍周迪，敷大致人馬以助於迪。迪擒孝頃等，敷功居多。熊曇朗之殺周文育，據豫章，將兵萬餘人襲敷，徑至城下，敷與戰，大敗之，追奔五十餘里，曇朗單馬獲免，盡收其軍實。曇朗走巴山郡，收合餘黨，敷因與周迪、黃法𣰋等進兵圍曇朗，屠之。
8. ↑  《南史·卷六十七·列傳五十七》：陳武帝受禪，王琳據有上流，余孝頃與琳党李孝欽等共圍周迪，敷助於迪，迪禽孝頃等，敷功最多。熊曇朗之殺周文育，據豫章，將兵襲敷，敷大破之。曇朗走巴山郡，敷因與周迪、黃法奭等進兵屠之。
9. ↑  《陳書·卷十三·列傳第七》：王琳平，授散騎常侍、平西將軍、豫章太守。是時南江酋帥並顧戀巢窟，私署令長，不受召，朝廷未遑致討，但羈縻之，唯敷獨先入朝。天嘉二年，詣闕，進號安西將軍，給鼓吹一部，賜以女樂一部，令還鎮豫章。
10. ↑  《南史·卷六十七·列傳五十七》：王琳平，授散騎常侍、豫章太守。時南江酋帥，並顧戀巢窟，唯敷獨先入朝。天嘉二年，詣闕，進號安西將軍，令還鎮豫章。
11. ↑  《陳書·卷十三·列傳第七》：周迪以敷素出己下，超致顯貴，深不平、乃舉兵反，遣弟方興以兵襲敷。敷與戰，大破方興。仍率眾從都督吳明徹攻迪，破之，擒其弟方興并諸渠帥。詔以敷為安西將軍、臨川太守，餘並如故。尋徵為使持節、都督南豫北江二州諸軍事、鎮南將軍、南豫州刺史，增邑五百戶，常侍、鼓吹如故。
12. ↑  《南史·卷六十七·列傳五十七》：周迪以敷素出己下，超致顯達，深不平，乃舉兵反，遣弟方興襲敷，敷大破之。仍從都督吳明徹攻破迪，禽方興。再遷都督、南豫州刺史。
13. ↑  《陳書·卷十三·列傳第七》：五年，迪又收合餘眾，還襲東興。世祖遣都督章昭達征迪，敷又從軍。至定川縣，與迪相對。迪紿敷曰：「吾昔與弟戮力同心，宗從匪他，豈規相害。今願伏罪還朝，因弟披露心腑，先乞挺身共立盟誓。」敷許之，方登壇，為迪所害，時年三十五。詔曰：「使持節、散騎常侍、都督南豫州緣江諸軍事、鎮南將軍、南豫州刺史西豐縣開國侯敷，受任遐征，淹時違律，虛衿姦詭，遂貽喪仆。但夙著勤誠，亟勞戎旅，猶深惻愴，愍悼于懷。可存其茅賦，量所賻卹，還葬京邑。」諡曰脫。子智安嗣。
14. ↑  《南史·卷六十七·列傳五十七》：迪又收餘眾襲東興，文帝遣都督章昭達征迪，敷又從軍。至定川縣與迪相對，迪紿敷求還朝，欲立盟，敷許之。方登壇，為迪所害。諡曰脫。子智安嗣，位至太僕卿。

## 延伸阅读
[在维基数据编辑]
 《陳書·卷13》，出自姚思廉《陳書》
 《南史·卷67》，出自李延壽《南史》